# 56 Leonard Street
56 Leonard Street es un rascacielos de 250 metros de altura y 57 plantas situado en Leonard Street en el barrio de Tribeca, Nueva York, Estados Unidos. El estudio de arquitectura suizo Herzog & de Meuron, ganador del premio Pritzker lo describe como «casas apiladas hacia el cielo». Es la estructura más alta de Tribeca.
El edificio cuenta con 145 viviendas de 132 m² y dos habitaciones hasta los 595 m² y cinco habitaciones, todas con terraza privada. Las viviendas tienen un precio que va desde los 3 a los 50 millones de dólares. A fecha de mayo de 2013, el 70% del edificio ya se había vendido. Según afirma el promotor del edificio Izak Senbahar, se vendió el 92% del edificio en siete meses. En junio de 2013, se vendió un ático por 47 millones de dólares, convirtiéndolo en la transacción más elevada por debajo de Midtown Manhattan. El edificio se completó en 2016.

## Historia
Izak Senbahar de Alexico Group adquirió los terrenos y los derechos de vuelo en 2007 a la New York Law School por 150 millones de dólares. Las obras de construcción empezaron ese mismo año. Las obras de cimentación del rascacielos comenzaron en 2008, pero se paralizaron a finales de ese mismo año. Después de casi cuatro años, los trabajos reanudaron en octubre de 2012. En 2013, los promotores obtuvieron préstamo sindicado de 350 millones de dólares liderado por Bank of America.

## Arquitectura y diseño
El rascacielos ha sido diseñado por el estudio de arquitectura suizo Herzog & de Meuron. Anish Kapoor, conocida por su escultura reflectante Cloud Gate (The Bean) en Chicago, ha diseñado una escultura similar para el edificio irá ubicada en su base. También han sido los encargados de diseñar el interior del edificio, con cocinas de diseño personalizadas, molduras, baños y chimeneas.
El estudio de arquitectura Goldstein, Hill & West Architects LLP es el encargado de documentar y supervisar la construcción del diseño.
Dispone de 1 600 m² de instalaciones comunes entre la planta novena y décima, incluyendo una piscina semiolímpica de 25 metros, una sala cine con 25 asientos, un comedor privado y un cuarto de juegos para niños. El edificio cuenta con siete ascensores; los propietarios compartirán pasillo con otro apartamento como máximo. El piso nueve alberga un generador eléctrico para emergencias, según los planes iniciales.
Cuenta con diez áticos con una superficie que irá de 480 a 590 m², de los cuales ocho serán de una única planta y dos de media planta con paredes de 4,2 metros de altura. Asimismo, el edificio incorpora  un vestíbulo de dos plantas de altura forrado con granito negro «brillante».

## Galería

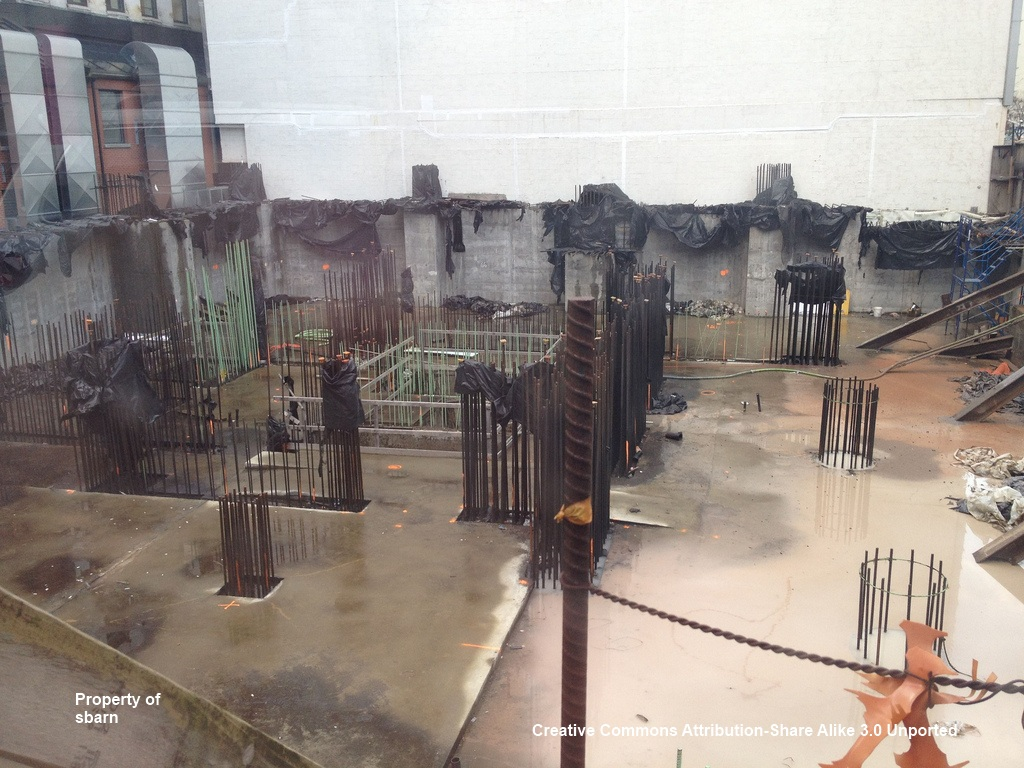
Diciembre de 2012
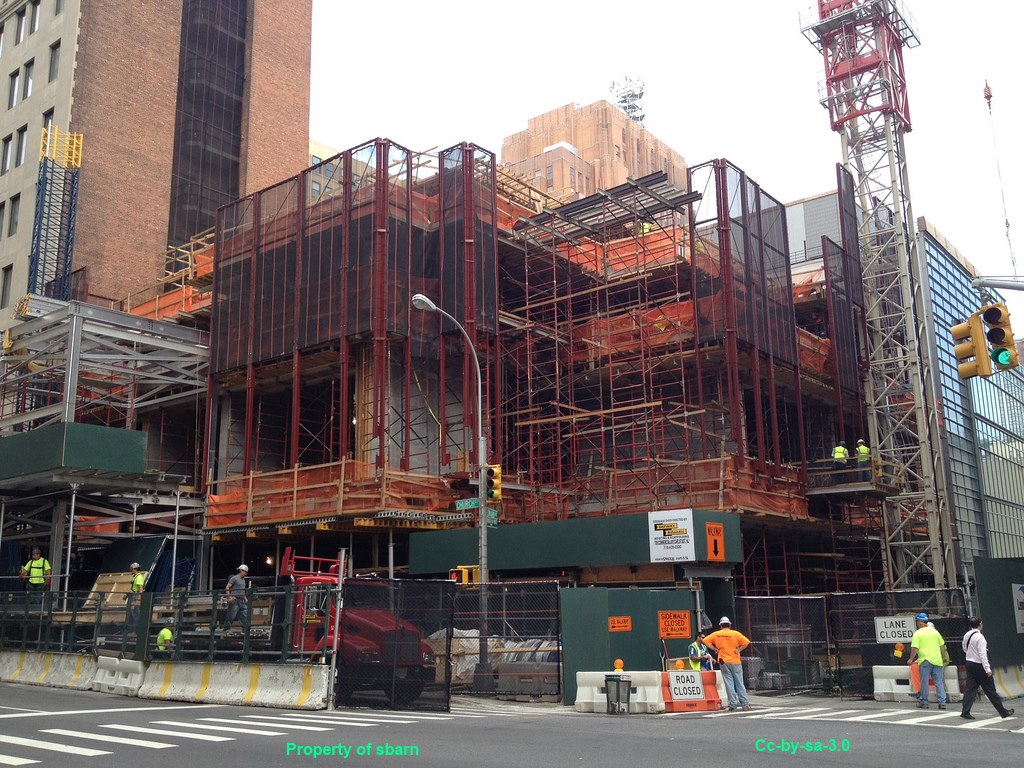
Junio de 2013
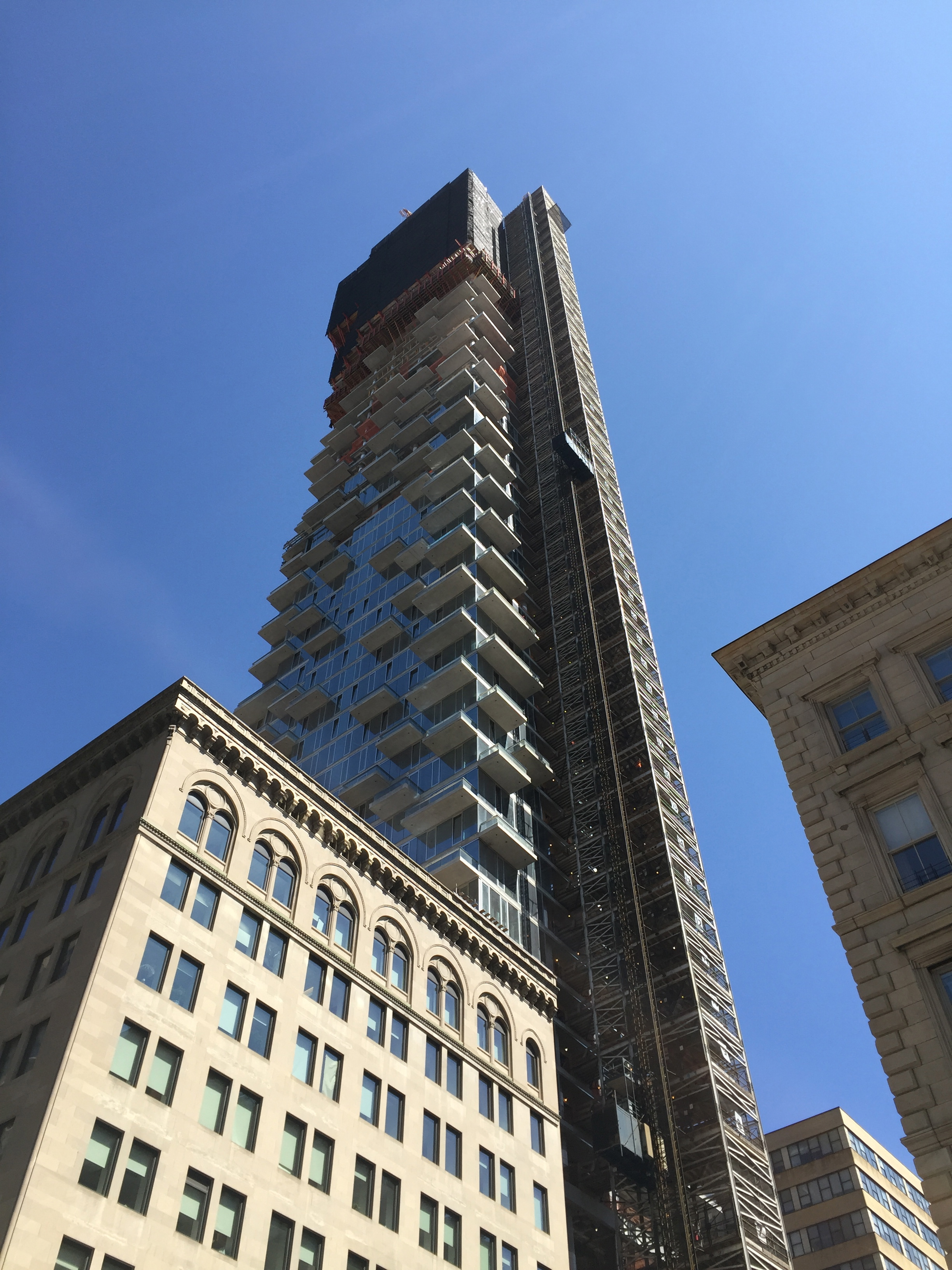
Junio de 2015
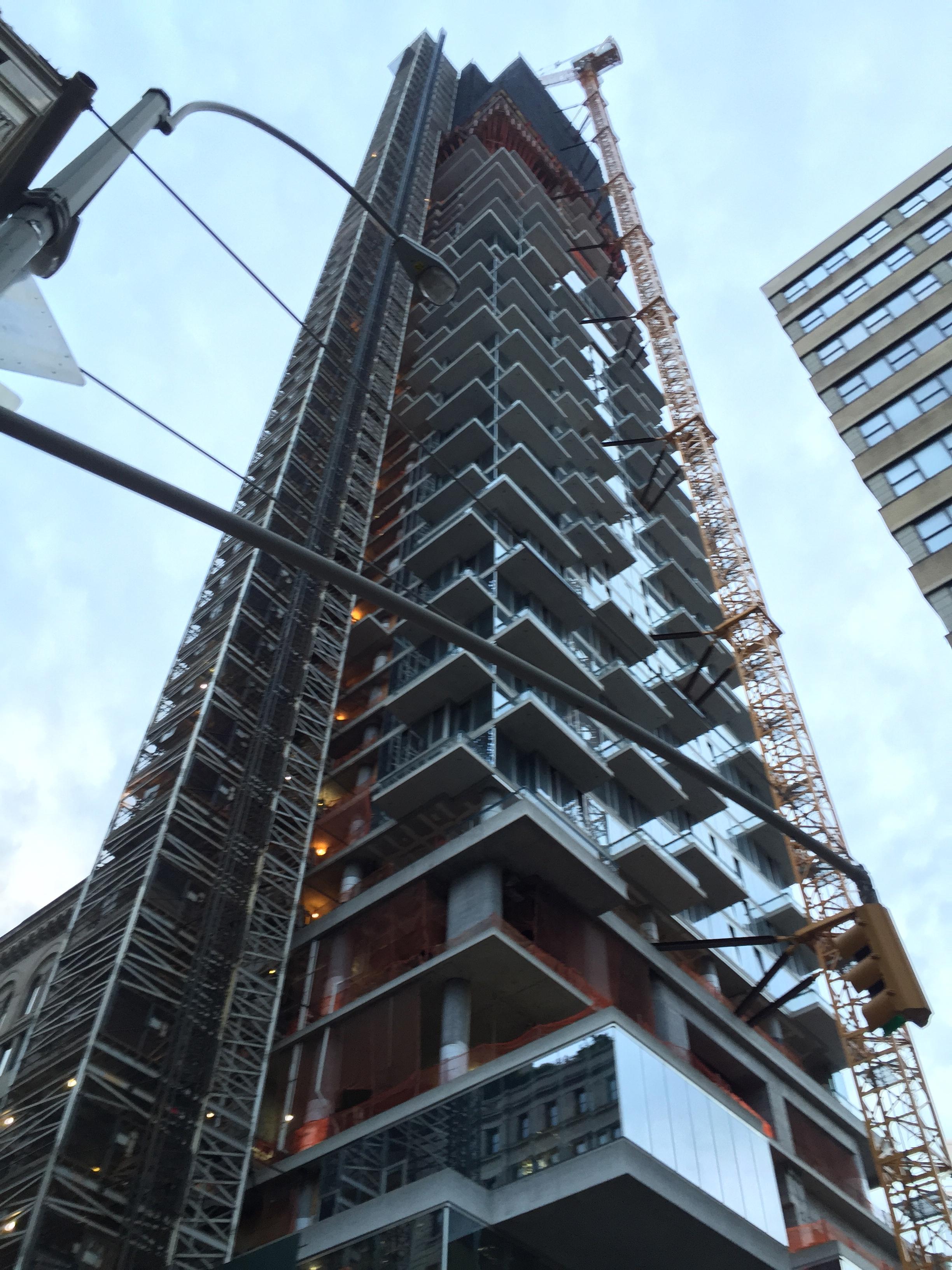
Julio de 2015